# Wieża Więzienna w Gdańsku
Wieża Więzienna (niem. Stockturm) – powstała jako element średniowiecznego obwarowania Głównego Miasta w Gdańsku. Razem z Katownią i łączącą je tzw. Szyją stanowi zespół przedbramia (barbakan) ul. Długiej.

## Historia
Fundamenty Wieży Więziennej pochodzą z początku XIV wieku. Pierwszy etap budowy jest dziełem budowniczego miejskiego, Henryka Ungeradina. Wzniósł on przed Bramą Długouliczną wieżę z ostrołukowym przejazdem i prostokątnym dziedzińcem. Kolejne nadbudowy pochodzą z lat 1379–1382 i 1416–1418. Najwyższą kondygnację z arkadami o kształcie „oślego grzbietu” wzniósł Henryk Hetzel. Michał Enkinger zwieńczył wieżę dachem namiotowym i czterema smukłymi wieżyczkami narożnymi. Dach ten spłonął w roku 1577 podczas oblężenia Gdańska przez wojska Stefana Batorego.
W roku 1594 Antoni van Obberghen przebudował wieżę, wieńcząc ją barokowym hełmem. Gdy w roku 1604 wieża straciła swoje znaczenie jako element fortyfikacji Gdańska, przeznaczono ją wraz z Katownią i Szyją na więzienie. Na wschodniej elewacji Wieży Więziennej umieszczono pręgierz, miejsce wielu egzekucji.
Wieża Więzienna jest użytkowana przez Muzeum Historyczne Miasta Gdańska, które przeprowadziło prace konserwatorskie i dokończyło odbudowę wieży po zniszczeniach wojennych (spaleniu uległ dach).
Od czerwca 2006 roku w zespole przedbramia (tj. Wieży Więziennej i Katowni) działało Muzeum Bursztynu. Po jego przeniesieniu w 2021 roku do Wielkiego Młyna, pozostawiona przestrzeń wystawiennicza została zajęta przez Muzeum Odbudowy Gdańska.